# 氮化银
氮化银是一种具有爆炸性的化合物。常温下，氮化银是一种黑色，具有金属外观的固体。银氨溶液放置一段时间后，会形成氨基银或者亚氨基银，随后就会立即分解生成Ag3N。氮化银很容易爆炸，生成氮气和银。

## 历史
起初，大部分含银的易爆炸化合物都被统称为雷酸银，其中包括了雷酸银和叠氮化银，但这些物质都不能通过银氨溶液来得到。

## 性质
氮化银几乎不溶于水，但会在有无机酸存在的条件下分解，在浓酸中甚至会发生爆炸。在室温下，暴露在空气中的氮化银会缓慢分解，若被加热至165℃，则会发生爆炸。

## 危险性
氮化银一般是在实验室中进行一些涉及氨和银的化合物的实验中无意产生的，并会导致爆炸。氧化银甚至可以和氨气直接反应生成Ag3N。干燥的氮化银更加危险，即便是轻微的触碰，也能引发爆炸，比如一滴滴落的水珠。潮湿的氮化银也容易爆炸。